# Jean-Louis Gasquet
Pour les personnes ayant le même patronyme, voir Gasquet.
Jean-Louis Gasquet, né le 24 mai 1923 à Monte-Carlo (Principauté de Monaco) et mort le 24 octobre 2020 à Versailles (Yvelines), est un homme politique français, et fut le maire de la ville de La Celle-Saint-Cloud (Yvelines) de 1981 à 1995, et conseiller général des Yvelines de 1984 à 2004.

## Biographie

### Enfance
De père français, docteur en médecine, chirurgien à l'hôpital de Monaco, et de mère monégasque, devenue française par son mariage, Jean-Louis Gasquet fit ses études supérieures au lycée Louis-le-Grand à Paris, en classes préparatoires aux grandes écoles scientifiques, qu'il dû néanmoins interrompre en octobre 1942, étant requis dès le mois de janvier 1943 pour le service du travail obligatoire (STO) en Allemagne.

### Carrière professionnelle
En octobre 1942, pour échapper au STO, il fut embauché à l'usine de Gennevilliers de la société La Carbone-Lorraine, constructeur de balais en carbone pour moteurs électriques, dans les services administratifs. Il entre en octobre 1944 au ministère de la Production industrielle, Direction des Industries mécaniques et électriques, comme ingénieur contractuel changé de places auprès des entreprises industrielles françaises les commandes de l'armée américaine.
De mai 1945 à avril 1946, il est appelé sous les drapeaux, service armé, puis affecté au ministère de la Guerre au service de répartition des surplus de l'armée américaine.
En janvier 1950, il tente sa chance en Afrique, et s'est engagé comme chef du service commercial de la Société camerounaise d'exportation à Douala (Cameroun). Il y épouse Maguy Orrier en 1953, secrétaire au gouvernement général à Yaoundé.
Néanmoins, ils rentrent en France en septembre 1956 en raison de la décolonisation, et s'est spécialisé comme Ingénieur technico-commercial dans la construction d'installations industrielles d'application de peinture.
Il se met en préretraite en juin 1983 afin de se consacrer entièrement à ses fonctions de maire de La Celle-Saint-Cloud.

### Vie politique
Installé à La Celle-Saint-Cloud depuis juin 1961, il est élu conseiller municipal de la ville en 1965 sur la liste du maire sortant Lucien-René Duchesne. Puis il est maire adjoint délégué aux Affaires scolaires et aux affaires culturelles en 1971, puis premier adjoint en 1977.
Élu maire de La Celle-Saint-Cloud (Yvelines) en 1981 à la suite de la démission en cours de mandat de Lucien-René Duchesne, il sera réélu successivement en 1983 et en 1989, avant d'être battu aux élections municipales de 1995 par François Pasquier.
Parallèlement, il est élu en octobre 1984 conseiller général des Yvelines, poste qu'il occupe au conseil général des Yvelines jusqu'en 2004, où il fut entre autres président de la Commission des Finances d'avril 1988 à mars 1994, et vice-président du conseil général délégué aux routes et transports d'avril 1994 à mars 1998.

### Activités associatives
Jean-Louis Gasquet a été amené à présider ou à participer au conseil d'administration de nombreuses associations ou organismes parapublics, dans des domaines très variés, tels que le Club sportif cellois, l’Association artistique et culturelle de La Celle-Saint-Cloud, le Centre de promotion de l'enfance et de l'adolescence de La Celle-Saint-Cloud, le Syndicat intercommunal du Centre d'initiation à l'aviron de Port Marly, le Syndicat des transports parisiens, etc.
Il est également très impliqué depuis le milieu des années 1980 au sein du Mouvement européen. Il est président du Mouvement européen des Yvelines depuis 1991, membre du comité directeur du Mouvement européen France depuis 1991 également, membre du Bureau National France depuis 2001, et enfin président du Mouvement européen Île-de-France depuis janvier 2007,.

## Distinctions
- Chevalier de la Légion d'honneur
- Médaille de la jeunesse, des sports et de l'engagement associatif, argent
- Médaille d'honneur régionale, départementale et communale, or